# Józef Grochowski (poeta)
Józef Grochowski (ur. 29 sierpnia 1926 we wsi Bajki-Zalesie koło Krypna, zm. 10 sierpnia 2018 w Mońkach) – polski poeta. Wieloletni mieszkaniec Moniek.
Zmarł 10 sierpnia 2018 roku w wieku niemal 92 lat i został pochowany na cmentarzu komunalnym w Mońkach.

## Publikacje w Oficynie Wydawniczej WOAK w Białymstoku
- Polne ścieżki (1986)
- Ginące ślady (1991)
- Moja kraina (1997)
- Pieśń o Akowcach (1998)
- ...Czas ucieka, wieczność czeka... (2004)
- Moje wspomnienia[2]